# William Edward de Winton
William Edward de Winton (6 settembre 1856 – 30 agosto 1922) è stato uno zoologo britannico.

## Biografia
Viaggiò a lungo e scoprì un grande numero di specie di cricetidi non ancora descritte. La collezione di foto dei suoi viaggi in Africa orientale, della fine degli anni 1890, è conservata al Natural History Museum di Londra.